# Bucky Barnes
James Buchanan "Bucky" Barnes là một siêu anh hùng hư cấu xuất hiện trong truyện tranh của Mỹ được xuất bản bởi Marvel Comics. Được giới thiệu như một người sát cánh bên Captain America, nhân vật được tạo ra bởi Joe Simon và Jack Kirby và lần đầu tiên xuất hiện trong Captain America #1 (Tháng ba năm 1941)  Khi bị tẩy não, người ta gọi anh là Chiến binh mùa đông. Anh cũng là thành viên của Avengers và cũng từng được gọi là Sói Trắng.

## Ngoài truyện tranh

### Điện ảnh
- Bucky Barnes xuất hiện trong phim hoạt hình điện ảnh Ultimate Avengers, lồng tiếng bởi James Arnold Taylor.
- Sebastian Stan vào vai Bucky Barnes trong Vũ trụ Điện ảnh Marvel với bản hợp đồng 9 phim với Marvel Studios.

### Truyền hình
- Sebastian Stan vào vai Bucky Barnes trong series truyền hình của Disney+ trong Vũ trụ Điện ảnh Marvel:
  - Anh xuất hiện trong series The Falcon and the Winter Soldier.
  - Stan lồng tiếng cho nhân vật này trong series What If...?, trong các tập phim "What If... Captain Carter Were the First Avenger?" (tập 1 mùa 1) và "What If... Zombies?!" (tập 5 mùa 1)